# عمر من وجهة نظر الشيعة
يُعد عمر بن الخطاب من أشهر الشخصيات في تاريخ الإسلام. وفي حين أن أهل السنة ينظرون إلى عمر بن الخطاب باحترام كبير ويحترمون مكانته باعتباره أحد "الخلفاء الأربعة الراشدين"، فإن الشيعة لا ينظرون إليه كزعيم شرعي للأمة ويعتقدون أن عمر وأبا بكر تآمرا للاستيلاء على السلطة من علي في سقيفة بني ساعدة. وهذا الاعتقاد ينشأ ممّا يُعرف اليوم بحادثة السقيفة ومن حديث رزية الخميس. يعتقد الشيعة أن النظرة السنية لعمر أنشأتها الأسرة الأموية اللاحقة لتكريم الرجل الذي أعطى السلطة للحاكم الأموي الأول والخليفة السني الثالث عثمان. وبهذا يعطي الشرعية لشورى عمر التي بدأت بها سلالتهم. يعتقد الشيعة أن الرأي الأموي انتشر بالقوة المميتة والإكراه الشديد، ومع مرور الوقت أصبح هذا الرأي سائدًا وترسخت بأعمال البخاري، حيث يردّ ويرفض الشيعة أي حديث يأتي فيه الخلفاء الراشدون على النبي بالترتيب، مثل حديث : "كنا نقولُ في زمنِ النبيِّ صلى الله عليه وسلم : لا نعْدِلُ بأبي بكرٍ أحدًا ، ثم عمرَ ، ثم عثمانَ"، وحديث "ان رسولُ اللهِ صلَّى اللهُ عليه وسلَّم مُضطجِعًا في بيتِه كاشفًا عن فخِذَيْه فاستأذَن أبو بكرٍ فأذِن له وهو على تلكَ الحالِ فتحدَّث ثمَّ استأذَن عُمَرُ فأذِن له وهو على تلكَ الحالِ فتحدَّث ثمَّ استأذَن عُثمانُ فجلَس رسولُ اللهِ صلَّى اللهُ عليه وسلَّم وسوَّى ثيابَه فدخَل فتحدَّث فلمَّا خرَج قالت عائشةُ : يا رسولَ اللهِ دخَل أبو بكرٍ فلَمْ تَهَشَّ له ولَمْ تُبالِ به ثمَّ دخَل عُمَرُ فلَمْ تَهَشَّ له ولَمْ تُبالِ به ثمَّ دخَل عُثمانُ فجلَسْتَ فسوَّيْتَ ثيابَك ؟ فقال النَّبيُّ صلَّى اللهُ عليه وسلَّم : ( ألَا أستحي مِن رجُلٍ تستحي منه الملائكةُ" وغيرهما.

## السيرة الشيعية

### اعتناق الإسلام
يقول أحد علماء الشيعة مُعلقًا على حديث: "ما زلنا أعِزَّة منذ أسلم عمر".
يزعم بعض المؤرخين من إخوتنا من أهل السنة أن عمر كان رجلًا مهيبًا يُثير الرهبة في النفوس، وأنه حين أسلم، استولى الخوف على المشركين حتى خافوا على حياتهم. غير أن هذا الادعاء ليس سوى مثال على صراع بين أسطورة رائجة وحقائق مُرّة. فعندما أسلم عمر، لم يتغير حال المشركين، ولم يتحركوا من أماكنهم؛ بل إن نبينا الأكرم محمد هو من اضطر إلى مغادرة بيته، والاحتماء في شعبٍ مقفر. قضى ثلاث سنوات في ذلك الشعب، كانت حياته خلالها معرضة للخطر ليلًا ونهارًا. وعلى مدى تلك الفترة التي تجاوزت الألف يوم، كان عمر، كغيره من المسلمين في مكة، شاهدًا صامتًا على ما كان يلقاه نبيّه من شدائد، دون أن يحاول وضع حدٍ لها، لذلك نحن نرى أن أمثال هذه الأحاديث وُضعَت لاحقًا، فهي غير واقعية.

### حفصة بنت عمر
حفصة بنت عمر كانت في الأصل متزوجة من خنيس بن حذافة. ولما تُوفي عمر طلب لها زوجًا. فتوجه إلى صديقه عثمان ليتزوجها، وبعد عدة أيام من الانتظار قال له عثمان أنه ليس في حال زواج الآن. فغضب عمر على عثمان وطلب من أبي بكر مثل ذلك. فلم يجبه أبو بكر، فغضب عليه عمر أشد مما غضب على عثمان. ثم ذهب عمر إلى النبي محمد لمناقشة الحادثتين السابقتين. طمأن النبي محمد عمر بقوله أن حفصة ستتزوج من هو خير من عثمان وأبي بكر. فاستنتج عمر أن حفصة ستتزوج من النبي محمد.
وتزوجت حفصة من النبي محمد في عام 625م. وورد حديث في صحيح مسلم في مناسبة أخرى:
| عمر من وجهة نظر الشيعة | - لَمَّا اعْتَزَلَ نَبِيُّ اللهِ صَلَّى اللَّهُ عليه وَسَلَّمَ نِسَاءَهُ، قالَ: دَخَلْتُ المَسْجِدَ، فَإِذَا النَّاسُ يَنْكُتُونَ بالحَصَى، ويقولونَ: طَلَّقَ رَسُولُ اللهِ صَلَّى اللَّهُ عليه وَسَلَّمَ نِسَاءَهُ، وَذلكَ قَبْلَ أَنْ يُؤْمَرْنَ بالحِجَابِ، فَقالَ عُمَرُ، فَقُلتُ: لأَعْلَمَنَّ ذلكَ اليَومَ، قالَ: فَدَخَلْتُ علَى عَائِشَةَ، فَقُلتُ: يا بنْتَ أَبِي بَكْرٍ، أَقَدْ بَلَغَ مِن شَأْنِكِ أَنْ تُؤْذِي رَسُولَ اللهِ صَلَّى اللَّهُ عليه وَسَلَّمَ؟! فَقالَتْ: ما لي وَما لكَ يا ابْنَ الخَطَّابِ! عَلَيْكَ بعَيْبَتِكَ، قالَ: فَدَخَلْتُ علَى حَفْصَةَ بنْتِ عُمَرَ، فَقُلتُ لَهَا: يا حَفْصَةُ، أَقَدْ بَلَغَ مِن شَأْنِكِ أَنْ تُؤْذِي رَسُولَ اللهِ صَلَّى اللَّهُ عليه وَسَلَّمَ؟! وَاللَّهِ لقَدْ عَلِمْتِ أنَّ رَسُولَ اللهِ صَلَّى اللَّهُ عليه وَسَلَّمَ لا يُحِبُّكِ، وَلَوْلَا أَنَا لَطَلَّقَكِ رَسُولُ اللهِ صَلَّى اللَّهُ عليه وَسَلَّمَ، فَبَكَتْ أَشَدَّ البُكَاءِ، فَقُلتُ لَهَا: أَيْنَ رَسُولُ اللهِ صَلَّى اللَّهُ عليه وَسَلَّمَ؟ قالَتْ: هو في خِزَانَتِهِ في المَشْرُبَةِ، فَدَخَلْتُ، فَإِذَا أَنَا برَبَاحٍ غُلَامِ رَسُولِ اللهِ صَلَّى اللَّهُ عليه وَسَلَّمَ قَاعِدًا علَى أُسْكُفَّةِ المَشْرُبَةِ، مُدَلٍّ رِجْلَيْهِ علَى نَقِيرٍ مِن خَشَبٍ، وَهو جِذْعٌ يَرْقَى عليه رَسُولُ اللهِ صَلَّى اللَّهُ عليه وَسَلَّمَ وَيَنْحَدِرُ، فَنَادَيْتُ: يا رَبَاحُ، اسْتَأْذِنْ لي عِنْدَكَ علَى رَسُولِ اللهِ صَلَّى اللَّهُ عليه وَسَلَّمَ، فَنَظَرَ رَبَاحٌ إلى الغُرْفَةِ، ثُمَّ نَظَرَ إِلَيَّ، فَلَمْ يَقُلْ شيئًا، ثُمَّ قُلتُ: يا رَبَاحُ، اسْتَأْذِنْ لي عِنْدَكَ علَى رَسُولِ اللهِ صَلَّى اللَّهُ عليه وَسَلَّمَ، فَنَظَرَ رَبَاحٌ إلى الغُرْفَةِ، ثُمَّ نَظَرَ إِلَيَّ، فَلَمْ يَقُلْ شيئًا، ثُمَّ رَفَعْتُ صَوْتِي، فَقُلتُ: يا رَبَاحُ، اسْتَأْذِنْ لي عِنْدَكَ علَى رَسُولِ اللهِ صَلَّى اللَّهُ عليه وَسَلَّمَ؛ فإنِّي أَظُنُّ أنَّ رَسُولَ اللهِ صَلَّى اللَّهُ عليه وَسَلَّمَ ظَنَّ أَنِّي جِئْتُ مِن أَجْلِ حَفْصَةَ، وَاللَّهِ لَئِنْ أَمَرَنِي رَسُولُ اللهِ صَلَّى اللَّهُ عليه وَسَلَّمَ بضَرْبِ عُنُقِهَا، لأَضْرِبَنَّ عُنُقَهَا، وَرَفَعْتُ صَوْتِي، فأوْمَأَ إِلَيَّ أَنِ ارْقَهْ، فَدَخَلْتُ علَى رَسُولِ اللهِ صَلَّى اللَّهُ عليه وَسَلَّمَ وَهو مُضْطَجِعٌ علَى حَصِيرٍ، فَجَلَسْتُ، فأدْنَى عليه إِزَارَهُ وَليسَ عليه غَيْرُهُ، وإذَا الحَصِيرُ قدْ أَثَّرَ في جَنْبِهِ، فَنَظَرْتُ ببَصَرِي في خِزَانَةِ رَسُولِ اللهِ صَلَّى اللَّهُ عليه وَسَلَّمَ، فَإِذَا أَنَا بقَبْضَةٍ مِن شَعِيرٍ نَحْوِ الصَّاعِ، وَمِثْلِهَا قَرَظًا في نَاحِيَةِ الغُرْفَةِ، وإذَا أَفِيقٌ مُعَلَّقٌ، قالَ: فَابْتَدَرَتْ عَيْنَايَ، قالَ: ما يُبْكِيكَ يا ابْنَ الخَطَّابِ؟ قُلتُ: يا نَبِيَّ اللهِ، وَما لي لا أَبْكِي وَهذا الحَصِيرُ قدْ أَثَّرَ في جَنْبِكَ، وَهذِه خِزَانَتُكَ لا أَرَى فِيهَا إِلَّا ما أَرَى، وَذَاكَ قَيْصَرُ وَكِسْرَى في الثِّمَارِ وَالأنْهَارِ، وَأَنْتَ رَسُولُ اللهِ صَلَّى اللَّهُ عليه وَسَلَّمَ وَصَفْوَتُهُ، وَهذِه خِزَانَتُكَ! فَقالَ: يا ابْنَ الخَطَّابِ، أَلَا تَرْضَى أَنْ تَكُونَ لَنَا الآخِرَةُ وَلَهُمُ الدُّنْيَا؟ قُلتُ: بَلَى. قالَ: وَدَخَلْتُ عليه حِينَ دَخَلْتُ وَأَنَا أَرَى في وَجْهِهِ الغَضَبَ، فَقُلتُ: يا رَسُولَ اللهِ، ما يَشُقُّ عَلَيْكَ مِن شَأْنِ النِّسَاءِ؟ فإنْ كُنْتَ طَلَّقْتَهُنَّ، فإنَّ اللَّهَ معكَ، وَمَلَائِكَتَهُ، وَجِبْرِيلَ، وَمِيكَائِيلَ، وَأَنَا، وَأَبُو بَكْرٍ، وَالْمُؤْمِنُونَ معكَ، وَقَلَّما تَكَلَّمْتُ -وَأَحْمَدُ اللَّهَ- بكَلَامٍ إِلَّا رَجَوْتُ أَنْ يَكونَ اللَّهُ يُصَدِّقُ قَوْلِي الذي أَقُولُ، وَنَزَلَتْ هذِه الآيَةُ آيَةُ التَّخْيِيرِ: {عَسَى رَبُّهُ إِنْ طَلَّقَكُنَّ أَنْ يُبْدِلَهُ أَزْوَاجًا خَيْرًا مِنْكُنَّ} [التحريم: 5]، {وَإِنْ تَظَاهَرَا عَلَيْهِ فَإِنَّ اللَّهَ هُوَ مَوْلَاهُ وَجِبْرِيلُ وَصَالِحُ الْمُؤْمِنِينَ وَالْمَلَائِكَةُ بَعْدَ ذَلِكَ ظَهِيرٌ} [التحريم: 4]، وَكَانَتْ عَائِشَةُ بنْتُ أَبِي بَكْرٍ وَحَفْصَةُ تَظَاهَرَانِ علَى سَائِرِ نِسَاءِ النَّبيِّ صَلَّى اللَّهُ عليه وَسَلَّمَ، فَقُلتُ: يا رَسُولَ اللهِ، أَطَلَّقْتَهُنَّ؟ قالَ: لَا، قُلتُ: يا رَسُولَ اللهِ، إنِّي دَخَلْتُ المَسْجِدَ وَالْمُسْلِمُونَ يَنْكُتُونَ بالحَصَى، يقولونَ: طَلَّقَ رَسُولُ اللهِ صَلَّى اللَّهُ عليه وَسَلَّمَ نِسَاءَهُ، أَفَأَنْزِلُ فَأُخْبِرَهُمْ أنَّكَ لَمْ تُطَلِّقْهُنَّ؟ قالَ: نَعَمْ، إنْ شِئْتَ، فَلَمْ أَزَلْ أُحَدِّثُهُ حتَّى تَحَسَّرَ الغَضَبُ عن وَجْهِهِ، وَحتَّى كَشَرَ فَضَحِكَ، وَكانَ مِن أَحْسَنِ النَّاسِ ثَغْرًا، ثُمَّ نَزَلَ نَبِيُّ اللهِ صَلَّى اللَّهُ عليه وَسَلَّمَ، وَنَزَلْتُ، فَنَزَلْتُ أَتَشَبَّثُ بالجِذْعِ، وَنَزَلَ رَسُولُ اللهِ صَلَّى اللَّهُ عليه وَسَلَّمَ كَأنَّما يَمْشِي علَى الأرْضِ ما يَمَسُّهُ بيَدِهِ، فَقُلتُ: يا رَسُولَ اللهِ، إنَّما كُنْتَ في الغُرْفَةِ تِسْعَةً وَعِشْرِينَ، قالَ: إنَّ الشَّهْرَ يَكونُ تِسْعًا وَعِشْرِينَ، فَقُمْتُ علَى بَابِ المَسْجِدِ، فَنَادَيْتُ بأَعْلَى صَوْتِي: لَمْ يُطَلِّقْ رَسُولُ اللهِ صَلَّى اللَّهُ عليه وَسَلَّمَ نِسَاءَهُ، وَنَزَلَتْ هذِه الآيَةُ: {وَإِذَا جَاءَهُمْ أَمْرٌ مِنَ الْأَمْنِ أَوِ الْخَوْفِ أَذَاعُوا بِهِ وَلَوْ رَدُّوهُ إِلَى الرَّسُولِ وَإِلَى أُولِي الْأَمْرِ مِنْهُمْ لَعَلِمَهُ الَّذِينَ يَسْتَنْبِطُونَهُ مِنْهُمْ} [النساء: 83]، فَكُنْتُ أَنَا اسْتَنْبَطْتُ ذلكَ الأمْرَ، وَأَنْزَلَ اللَّهُ عَزَّ وَجَلَّ آيَةَ التَّخْيِيرِ. | عمر من وجهة نظر الشيعة |

### رزية الخميس
إن شبهة حادثة القرطاس، أو الرزية كما سماها عبد الله بن عباس في رواية للبخاري، رقم (2997) هو وصف للحادثة التي جرَت أثناء مرض النبي محمد قُبيل وفاته، حيث اجتمع أصحابه، فقال لهم النبي محمد: ائتوني بكتاب أكتب لكم كتابًا لا تضلوا بعده. قال عمر: إن النبي غلبه الوجع وعندنا كتاب الله حسبنا! فاختلفوا وكثر اللغط! قال النبي: قوموا عني، ولا ينبغي عندي التنازع!! فخرج ابن عباس يقول: إن الرزية كل الرزية، ما حال بين رسول الله وبين كتابه"، وفي رواية أخرى في البخارى وردَت بلفظ (ما شأنه أهجر استفهموه)، وفي رواية أخرى للبخاري وردَت بلفظ (أن النبي يهجر وحسبنا كتاب الله).
يقول علي أصغر الرضوي وهو باحث شيعي في القرن 20 م:
إذا كان عمر محقًّا في محاولاته تقييد حرية تصرّف رسولنا محمد، فإن هذا يعني أن النبي محمد كان "مخطئًا". وإذا كان هو "مخطئًا"، فإن ذلك يستتبع أن القرآن المجيد أيضًا "مخطئ"، لأنه أعلن:
وَمَا يَنطِقُ عَنِ الْهَوَىٰ (3) إِنْ هُوَ إِلَّا وَحْيٌ يُوحَىٰ (4)
(سورة النجم، الآيتان 3 و4)
فإن كان عمر على صواب، فمعنى ذلك أن النبي محمد والقرآن كانا على "خطأ". وهذه هي النتيجة الوحيدة التي يمكن أن تفضي إليها هذه السلسلة من المنطق. والآن، فإن الأمر متروك للمسلمين ليقرروا: هل يقبلون بهذا المنطق؟ وهل يجدونه وجيهًا ومقبولًا لديهم؟

### بعد النبي محمد
يزعم الشيعة أن اليأس الذي شعر به عمر عند وفاة محمد لم يكن حقيقيًّا، ويصرون على أنه لم يكن هناك يأس، وإنما تهديدات تهدف إلى تأخير الأمور حتى يتمكن صديقه وحليفه أبو بكر من العودة قبل تأكيد علي كخليفة. وأما بيعة علي لحكم أبي بكر فهي بحكم الأمر الواقع.

### الانقلاب المزعوم
يقول علي أصغر الرضوي وهو باحث شيعي في القرن 20 م:
عندما تُوفي محمد المصطفى عام 632م، لم يتردد خلفاؤه – أبو بكر وعمر – في الاستيلاء على أرض فدك من ابنته، وقد تُوفيَت فاطمة حزنًا على ذلك كما ورد في صحيح البخاري ومسلم وابن حبان: (أبى أبو بكرٍ أنْ يدفَعَ إلى فاطمةَ منها شيئًا فوجَدتْ فاطمةُ على أبي بكرٍ مِن ذلك فهجَرتْه فلم تُكلِّمْه حتَّى تُوفِّيتْ وعاشت بعدَ رسولِ اللهِ صلَّى اللهُ عليه وسلَّم ستَّةَ أشهُرٍ فلمَّا تُوفِّيت دفَنها عليُّ بنُ أبي طالبٍ رضوانُ اللهِ عليه ليلًا ولم يُؤذِنْ بها أبا بكرٍ). وكان عمر رجلًا ضميريًّا لا نختلف في هذا، ويبدو أنه اندفع بدافع من "شجاعته الأخلاقية" لـ"تصحيح" ما اعتبره "خطأً" ارتكبه النبي محمد حين منح فدك لابنته عام 628م. وهذا الدافع الموجود عند عُمر يُستدل به من مواضع وأحاديث كثيرة، أبرزها ما أخرجه البخاري في صحيحه: (أنَّ أزواجَ النَّبيِّ صلَّى اللَّهُ عليهِ وسلَّمَ كُنَّ يَخرُجنَ باللَّيلِ إلى المَناصعِ وَهوَ صعيدٌ أفيحُ وَكانَ عمرُ رضيَ اللَّهُ عنهُ يقولُ لِرسولِ اللَّهِ صلَّى اللَّهُ عليهِ وسلَّمَ: احجِب نساءَكَ . فلَم يَكُن رسولُ اللَّهِ صلَّى اللَّهُ عليهِ وسلَّمَ يفعلُ . فخرَجَت سَودةُ ذاتَ ليلةٍ، وَكانَتِ امرأةً طويلةً، فَناداها عمرُ ألا قد عرَفناكِ يا سَودةُ حِرصًا على أن تُنْزَلَ آيةُ الحجابَ . قالَت عائِشةُ فأنزلَ الحِجابَ)
لقد نصّب عمر نفسه، من الناحية العملية، "رقيبًا" على أقوال النبي محمد وأفعاله في حياته. ولذلك، إن كان قد أبطل أوامر محمد بعد وفاته فيما يخص الخلافة أو أرض فدك، فلا غرابة في ذلك. وإن كان يشعر بأي تردد أو حرج في هذا الشأن، فقد تخلّى عن هذا التردد تمامًا بمجرد وفاة النبي محمد، وهذه نقطة خلافنا.

### عهد أبي بكر
يرى الشيعة أن عمر هو "صانع الخلافة" لأبي بكر، وأن عمر كان مستشاره الرئيس خلال خلافة أبي بكر.

### خلافة عمر
يقول علي أصغر الرضوي وهو باحث شيعي في القرن 20 م:
بنو أمية كانوا المدافعين التقليديين عن عبادة الأوثان وأشد أعداء محمد وقبيلته بني هاشم. لقد كسر محمد شوكتهم، لكن عمر أعاد إحيائهم. وكان العنصر المركزي في سياسته، بصفته رأس حكومة السقيفة، هو إعادة بنو أمية إلى الواجهة. فقد سلّم إليهم سوريا كإقطاعية لهم، وجعلهم الأسرة الأولى في الإمبراطورية.

ويرون هذا في عدة حوادث أبرزها تأليف كتاب الهراطقة ليوحنا الدمشقي في عهد معاوية حيث اعتبر الإسلام: "هرطقة الإسماعيليين". وأيضًا شِعر يزيد عندما قُدِّم له رأس الحسين بن علي المروي في كتب البداية والنهاية، وتاريخ الطبري، ومقاتل الطالبيين:

### زواجه من أم كلثوم بنت علي
يتفق أغلب الشيعة على أن أم كلثوم ابنة علي لم تتزوج من عمر، ويستدلون بعدّة أحاديث مثل حديث جعفر الصادق وحقائق مثل فرق العُمر وغيرها.

### الوفاة
يقول علي أصغر الرضوي وهو باحث شيعي في القرن 20 م:
زُرعت بذور الفتنة في الإسلام يوم اختار عمر أعضاء لجنة الشورى التي شكّلها لاختيار الخليفة. فبدلاً من أن يرشّح مرشحًا واحدًا كما فعل أبو بكر قبله، جعل عدد المرشحين ستة. ولو أن قراره في تعيين الخليفة كان مباشرًا وصريحًا كقرار أبي بكر، لربما جُنّب الإسلام تلك التجربة المروعة والمفجعة من الحروب الأهلية في وقت مبكر من تاريخه. فالمسلمون الذين اقتتلوا وسفك بعضهم دم بعض في تلك الحروب، لم يكونوا من أجيال متأخرة، بل كانوا من جيل النبي نفسه. وقد اندلعت الحروب الأهلية في الإسلام في وقت كان يُفترض فيه أن مثالياته لا تزال نضرة حية. غير أن نظام الانتخاب الذي ابتكره عمر كان يحمل في طياته بذور الصراع، وأدى إلى انقسام كبير في الأمة الإسلامية. وقد ثبت أن سياسته كانت ذات أثر عكسي، وأن طريقته في اختيار القيادة من خلال لجنة من المنتخبين كانت من المصائب، إن اختيار أفراد من بني أمية كان هو بذرة الفتنة الأولى والثانية في الإسلام، فبنو أمية كانوا أعداء بني هاشم في الصراع الهاشمي الأموي قبل الإسلام، وكان أكبر أعداء الإسلام ثم أصبحوا من الطلقاء في فتح مكة.

## آراء حول وجهة نظر غير المسلمين
كتب إدوارد جيبون:
لا شك أن انتقال السلطة بعد وفاة محمد لم يكن سلميًّا كما يُحاول أن يُروج السنة ولم يكن مأساويًّا شديدًا كما يقول الشيعة، إن المشكلة الحقيقية في هذا الحدث بأن الفتن العادية التي تثيرها صراعات الطموح غالبًا ما تظل محصورة في الزمان والمكان اللذين اندلعت فيهما، فلو لم يكن عُمر مرتبطًا بحقبة الإسلام لانتهى هذا الصراع. أما الخلاف الديني بين أنصار علي وخصومه، فقد تجدد في كل عصر من عصور الهجرة، ولا يزال مستمرًا حتى اليوم في العداء المستحكم بين الفُرس الذين تشيّعوا والتُّرك الذين تسنّنوا.
فالفرس، الذين وُسموا بلقب "الشيعة"، يرون أنه كما كان محمد رسول الله، فعليّ – في اعتقادهم – هو وصيّه وخليفته بالحق الإلهي.

## إدانة سب عمر
لا يشجع التراث الإسلامي الشيعي سب الصحابة، ويحاول النأي عن نفسه، وقد أفتى المرشد الأعلى لإيران علي خامنئي في عام 2010 م: "يُحرّم النيل من رموز إخواننا السنة فضلًا عن اتهام زوجة النبي بما يخل بشرفها، بل هذا الأمر ممتنع على نساء الأنبياء خصوصًا سيدهم الرسول الأعظم" وقد حذّر خامنئي مع بداية الربيع العربي أن أطرافًا خارجية تحاول إيقاع المسلمين في وَحْل الطائفية وأن جهات مدفوعة بأجندة غربية تحاول بث روح الكراهية وعدم التعايش في الإسلام بين السنة والشيعة، مُشيرًا لعدة أشخاص من المذهبين أبرزهم الشيعي البريطاني ياسر الحبيب الذي يُعد من المناهضين للشيعة في إيران والعراق. وهو ما يعكس روح التقدير المتبادل بين رموز الإسلام الأوائل. ورغم اختلاف الرؤى بين السنة والشيعة في تقييم بعض الشخصيات التاريخية، إلا أن الغالبية في كلا المذهبين تنأى بنفسها عن خطاب الكراهية أو السب.

## طالع أيضًا
- عمر من وجهة نظر السنة
- علي من وجهة نظر الشيعة
- الخلفاء الراشدون – الخلفاء الراشدون الذين خلفوا محمد بعد مماته إلى قيام الخلافة الإسلامية الأموية